# Evgeny Rylov
Evgeny Mikhailovich Rylov (russe : Евге́ний Миха́йлович Рыло́в), né le 23 septembre 1996 à Novotroïtsk, est un nageur russe, spécialiste du dos.
Il remporte une médaille de bronze sur le 200 m dos lors des championnats du monde de 2015 à Kazan et des Jeux olympiques de Rio en 2016. Aux championnats du monde de Budapest, en 2017, il décroche la médaille d'or. Lors de cette épreuve, il établit un nouveau record d'Europe en 1 min 53 s 61. 
Il est suspendu pour 9 mois, à compter du 20 avril 2022, par la Fédération internationale de natation, pour sa participation à un événement de soutien à l'invasion de l'Ukraine par la Russie.

## Palmarès

### Jeux olympiques
- Jeux olympiques de 2016 à Rio de Janeiro (Brésil) :
  -  Médaille de bronze sur 200 m dos.

- Jeux olympiques de 2020 à Tokyo (Japon) :
  -  Médaille d'or sur 100 m dos.
  -  Médaille d’or sur 200 m dos.
  -  Médaille d'argent du relais 4 × 200 m nage libre

### Championnats du monde
Grand bassin
- Championnats du monde 2015 à Kazan (Russie) :
  -  Médaille de bronze du 200 m dos.
- Championnats du monde 2017 à Budapest (Hongrie) :
  -  Médaille d'or du 200 m dos.
  -  Médaille de bronze du relais 4 × 100 m quatre nages.
- Championnats du monde 2019 à Gwangju (Corée du Sud) :
  -  Médaille d'or du 200 m dos.
  -  Médaille d'argent du 50 m dos.
  -  Médaille d'argent du 100 m dos.
  -  Médaille d'argent du relais 4 × 100 m nage libre.
  -  Médaille de bronze du relais 4 × 100 m quatre nages.

Petit bassin
- Championnats du monde 2018 à Hangzhou (Chine) :
  -  Médaille d'or du 50 m dos.
  -  Médaille d'or du 200 m dos.
  -  Médaille d'or du relais 4 × 50 m quatre nages.
  -  Médaille d'argent du relais 4 × 50 m nage libre.
  -  Médaille d'argent du relais 4 × 100 m nage libre.
  -  Médaille de bronze du relais 4 × 50 m nage libre mixte.
  -  Médaille de bronze du relais 4 × 50 m quatre nages mixte.

### Championnats d'Europe
Grand bassin
- Championnats d'Europe 2018 à Glasgow ( Royaume-Uni) :
  -  Médaille d'or du 200 m dos
  -  Médaille d'or du relais 4 × 100 m nage libre
  -  Médaille d'argent du 100 m dos